# Естрагон
Естрагон (Artemisia dracunculus) вишегодишња је зељаста биљка из породице главочика (Asteraceae). Врста је из рода пелина (Artemisia). У природи расте као дивља биљка широм Северне Америке и Евроазије, а комерцијално се узгаја за кулинарске и медицинске сврхе. Типична је полиморфна врста.
Подврста Artemisia dracunculus var. sativa узгаја се због свог лишћа које се због богате ароме користи у кулинарству, док већина осталих подврста због одсуства ароме нема кулинарску вредност. Као зачинска биљка позната је под више назива, у зависности од места и начина узгоја: кулинарски највећу вредност има француски естрагон, потом следи руски естрагон, а најмању вредност има дивљи естрагон. 

## Опис таксона
Естрагон је вишегодишња зељаста биљка висине од 120 до 150 цм и са бројним танким гранама. Листови су уски и копљасти (lanceolata), дужине 2−8 цм и ширине од 2 до 10 милиметара, маслинасто зелене боје. Цветови се формирају у малим капитулама пречника 2−4 мм, а у сваком капитулуму налази се до 40 зеленкастих и зеленкасто-жућкастих цветића. Цваст обично има облик метлице. Неке врсте, попут француског естрагона, не цветају, док неке врсте образују семе које је стерилно. Естрагон се размножава путем ризомастог корења. 
Француски естрагон се размножава искључиво путем ризома, док се руски естрагон (A. dracunculoides) може узгајати и из семена. иако је руски естрагон знатно мање ароматичан и са годинама губи своја ароматска својства, сама биљка је доста крупнија, отпорнија и има већу лисну продукцију у поређењу са француским варијететом.
Етерично уље естрагона садржи фенилпропаноиде попут естрагола (16,2%) и метил еугенола (35,8%). Методама гасне хроматографије и масене спектрометрије у етеричном уљу естрагона утврђено је постојање и трансанетола (21,1%), α-трансоцимена (20,6%), лимонена (12,4%), α-пинена (5,1%), ало-оцимена (4,8%), метил еугенола (2,2%), β-пинена (0,8%), α-терпинолен (0,5%), борнил ацетата (0,5%) и бициклогермакрена (0,5%).